# Oberea tenggeriana
Oberea tenggeriana là một loài bọ cánh cứng trong họ Cerambycidae.